# Ruth Ann Minner
Ruth Ann Minner (født Coverdale, 17. januar 1935, død 4. november 2021) var en amerikansk politiker og forretningskvinde fra Milford i Kent County, Delaware. Hun var medlem af Det Demokratiske Parti og var guvernør i Delaware fra 2001 til 2009. Hun havde været viceguvernør i Delaware fra 1993 til 2001 og medlem af Repræsentanternes Hus i Delaware fra 1975 til 1983 og derefter Senatet i Delaware fra 1983 til 1993.
Minner døde 4. november 2021.